# Elasmopus fusimanus
Elasmopus fusimanus is een vlokreeftensoort uit de familie van de Maeridae. De wetenschappelijke naam van de soort is voor het eerst geldig gepubliceerd in 1951 door Oliveira.